# Dichistius capensis
Dichistius capensis är en fiskart som först beskrevs av Cuvier, 1831.  Dichistius capensis ingår i släktet Dichistius och familjen Dichistiidae. Inga underarter finns listade i Catalogue of Life.
Arten når en längd av upp till 70 cm och en maximal vikt av 6,5 kg. Den förekommer i havet kring Sydafrika. Fisken plockar med sina kraftiga framtänder musslor från klipporna.